# Cristoforo Colombo - L'enigma
Cristoforo Colombo - L'enigma (Cristóvão Colombo - O enigma) è un film del 2007 diretto da Manoel de Oliveira.

## Trama
Il film è incentrato sulla passione per la storia del Portogallo dello storico dilettante Manuel Luciano da Silva, un medico portoghese emigrato negli Stati Uniti, e l'entusiasmo con cui persegue l'obiettivo di dimostrare che Cristoforo Colombo era nato in Portogallo. Il medico ha esposto il frutto delle sue ricerche in un libro scritto in collaborazione con la moglie Sílvia Jorge.
Manuel Luciano da Silva, emigrato da bambino negli Stati Uniti dal Portogallo, ritorna nel paese natale nel 1940 per studiare medicina all'università di Coimbra e, una volta laureato, nel 1946, ritorna in America dove eserciterà la professione medica. Pur impegnato con il lavoro, anche negli Stati Uniti Manuel Luciano continua a interessarsi alla storia del proprio paese e a indagare sul mistero della città natale di Cristoforo Colombo. In uno dei suoi viaggi in Portogallo, Manuel Luciano sposa Silvia e trasmette alla moglie l'entusiasmo per la sua ricerca. I due cominciano una serie di viaggi in varie località, del Portogallo e delle Americhe, legate alla vicenda del navigatore. Il film termina sull'isola di Porto Santo, dove Colombo visse con la moglie, e dove Da Silva espone le conclusioni della sua indagine storica.